# Оріген (Платоніст)
Оріген був античним філософом (платоністом) під час переходу від Середнього платонізму до Неоплатонізму. Його не слід плутати з християнським письменником Орігеном, сучасником якого він був.

## Ідентичність
Разом з Плотіном, основоположником неоплатонізму, Оріген належав до філософської школи впливового платоніста Амонія Саккаса в Олександрії. У минулому його часто прирівнювали до відомого християнського письменника Орігена, який також деякий час жив в Олександрії. Тому християнина Орігена вважали членом найближчого кола учнів Амоніоса Саккаса і однокурсником Плотіна. Однак, згідно з сучасним станом досліджень, можна вважати певним, що Оріген, учень Амоніоса Саккаса, не був християнином. Його ідентифікація з християнським автором була помилкою, заснованою на тотожності імені та місця проживання. Гіпотеза ідентичності підтверджується лише спорадично. Тому, щоб відрізнити його, тепер його називають «Оріген Язичник», «Оріген-платоніст» або «Оріген-неоплатоніст». Цілком можливо, що в давнину обидва вчені переплуталися; Можна також уявити, що християнин Оріген час від часу відвідував лекції Аммоніоса Саккаса. 

## Життя
Про життя Орігена відомо дуже мало. Підказки для датування випливають з того, що Плотін у 30-х роках 3 ст Навчався під керівництвом Аммонія в Олександрії в 19 столітті, коли Оріген також належав до його школи, і що знаменитий платонік Лонгінос, який пізніше викладав в Афінах, тривалий час до 232 року брав участь в уроках Аммонія та Орігена.  Таким чином, коли Плотін 232 почав своє навчання в школі Амонія, Оріген викладав там роками.
Учень Плотіна Порфірій повідомляє в біографії свого вчителя, що троє учнів Аммона — Плотін, Геренній і Оріген — уклали обов’язкову угоду не публікувати нічого, що вони чули на лекціях свого вчителя. Цю угоду, укладену після смерті Аммонія, порушив спочатку Геренній, потім також Оріген. Тому згодом Плотін також не дотримувався цього. Знаменитий пакт про конфіденційність був предметом інтенсивних досліджень, з різними припущеннями щодо предмета та мети угоди. 
Після того, як Плотін заснував школу в Римі, Оріген, який залишився там тимчасово, захотів відвідати одну з його лекцій. Тоді Плотін соромно перервав урок і сказав, що відчуває себе загальмованим, тому що йому було ясно, що його слухач уже володіє знаннями, які він може передати. 
Зауваження Порфирія показує, що Оріген був ще активним як автор при імператорі Галлієні, тобто після 253 року. Про його подальшу долю інформації немає. З формулювання письма Лонгіна, написаного не пізніше 268 року, видно, що Орігена вже не було в живих на момент написання. 

## Праця і викладання
Твори Орігена втрачені. Тому про його вчення мало відомо, і його зв’язок з філософією Аммоніоса Саккаса важко визначити. Як і Амоній, він зайняв гармонійну позицію щодо співвідношення між філософією Платона та Аристотеля. В інших аспектах він, очевидно, був схильний до врівноваженої позиції; тому він намагався виправдати Гомера, якого дуже поважав, хоча Платон його різко критикував, і довести, що гомерівська поезія була етично цінною. У цій спробі, з якою він суперечив чіткому формулюванню Платона, він пропів три дні, як глузливо і, можливо, перебільшено стверджує Порфірій. 
Порфирій повідомляє, що Оріген написав лише два твори: «Про демонів » і «Про те, що лише цар є творцем» (hoti mónos poiētḗs ho basileús) . Лонгінос також згадує «Про даймонів» і називає Орігена серед тих філософів, які зосереджувалися на усному навчанні і мало писали. 
Питання про те, що ховається за дивною назвою книги про творчість короля, інтенсивно обговорюється в дослідженні. Під царем, очевидно, мається на увазі деміург (творець світу), а Оріген відстоює тезу про те, що цей творець, як правитель світу, тотожний вищому божеству і водночас розуму. Цим він звертається проти Нуменія і Плотіна, які приймають онтологічну градацію і відводять деміургу підлегле положення. Оскільки poiētḗs може означати «творець», а також «поет», а basileús позначає як короля, так і імператора, можливе альтернативне тлумачення, згідно з яким титул відноситься до поетичної діяльності імператора Галлієна і його слід розуміти як лестощі. Також було враховано навмисне двозначність. Однак інтерпретація, що стосується імператора як поета, набагато менш правдоподібна, ніж метафізична . У будь-якому випадку можна припустити, що Орігена цікавила космогонія (створення світу), оскільки його цікавила інтерпретація космологічного діалогу Платона «Тімей» . Це випливає з коментаря Тімея пізнього античного неоплатоніка Прокла, який відтворює серію висловлювань Орігена щодо прологу діалогу. Прокл черпає зі старішого, втраченого коментаря Тімея, інформація про який, ймовірно, ґрунтується на записі учня з уроків Орігена.
Оріген вважає, що існують демони різної етичної якості, які конфліктують один з одним. Гірші – більшість, але кращі сильніші. Він алегорично розуміє міфічну війну між Атлантидою та Ур-Афінами, описану в « Тімеї» Платона, як битву між збройними силами ворожих демонів. 
Онтологія Орігена значно відрізняється від онтології Плотіна, оскільки він не припускає «надзвичайної», повністю трансцендентної, і не відстоює неоплатонівську доктрину іпостасі. Швидше, він ототожнює одне з істотою. Це робить його філософію більш середньоплатонічної, ніж неоплатонічної. 
Оріген належить до течії в платонізмі, яка не довіряє риториці і не схвалює використання мовних артефактів для спеціального впливу на читача. Хоча він визнає літературну творчу волю Платона, він заперечує, що Платон використовував риторичну техніку, оскільки хотів викликати схвалення аудиторії. Швидше, це просто питання природної сили переконання, яка не потребує жодних мовних прикрас. 

## Прийом
Як і в Римі з Плотіном, Оріген користувався в Афінах найвищою пошаною в колах тогочасних платоністів, незважаючи на всі розбіжності в поглядах; На думку тамтешнього директора Лонгіноса, він і Аммоній значно випередили своїх сучасників у розумінні. Однак наслідки його творів були незначними; Євнапій повідомляє, що вони були написані в потворному стилі і тому майже не привертали уваги. У першій половині 5 ст У 19 столітті неоплатонік Ієрокл високо оцінив філософський формат Орігена. Прокл був вражений тим, що Оріген відкинув неоплатонічну доктрину Єдиного, хоча він і Плотін належали до школи Аммонія. За часів Проклоса оригінальні тексти, ймовірно, вже не були відомі, лише окремі цитати в неоплатонічній літературі. Прокл вважав, що онтологія Орігена далека від філософії Платона і сповнена перипатетичних інновацій.